# Chrysochraon
Chrysochraon  Fischer, 1853 è un genere di insetti ortotteri della famiglia Acrididae.

## Tassonomia
Il genere comprende le seguenti specie:
- Chrysochraon amurensis Mistshenko, 1986
- Chrysochraon beybienkoi Galvagni, 1968
- Chrysochraon dispar (Germar, 1834)